# Tour de l'horloge de Skopje
La tour de l'horloge de Skopje (en macédonien Саат-кула во Скопје) est un monument emblématique de Skopje, capitale de la Macédoine du Nord. Elle se trouve dans l'enceinte de la mosquée du Sultan Murat, en bordure du vieux bazar.
Cette tour est typique de l'architecture civile ottomane et d'autres constructions similaires existent encore en Macédoine du Nord, notamment à Bitola, Prilep et Gostivar.

## Historique
La colline sur laquelle se trouve la tour était occupée au Moyen Âge par un monastère dédié à Saint-Georges. Après la conquête ottomane, le monastère fut détruit et remplacé par la mosquée du Sultan Murat. La tour de l'horloge fut construite entre 1566 et 1573 sur les fondations d'une autre tour qui faisait partie du monastère. Le mécanisme de l'horloge fut importé de Szeged, en Hongrie.
Le monument est endommagé par le grand incendie de Skopje en 1689 mais il est restauré par la suite. En 1904, la tour obtient son aspect actuel lorsqu'elle est prolongée par une structure en briques. Elle est à nouveau abîmée en 1963, lors du tremblement de terre, et son mécanisme disparaît. Il faut ensuite attendre 2008 et un don turc pour que la tour retrouve une horloge, de manufacture suisse. Cette dernière horloge est toutefois détruite par la foudre l'année suivante.

## Description
La tour de l'horloge est faite de trois parties : un socle carré construit sur de la roche, un centre octogonal et enfin un sommet en briques, coiffé d'une terrasse et où se trouvent les cloches. La terrasse est accessible par un escalier en bois de 150 marches. La tour est menacée par les nombreux immeubles qui sont construits autour et qui masquent sa visibilité, malgré des contraintes architecturales de plus en plus strictes. Elle est ainsi presque invisible depuis le Bit Bazar, le grand marché qui se tient au nord du vieux bazar.

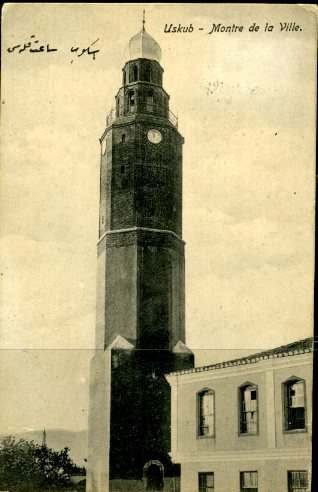
La tour sur une carte postale ancienne.
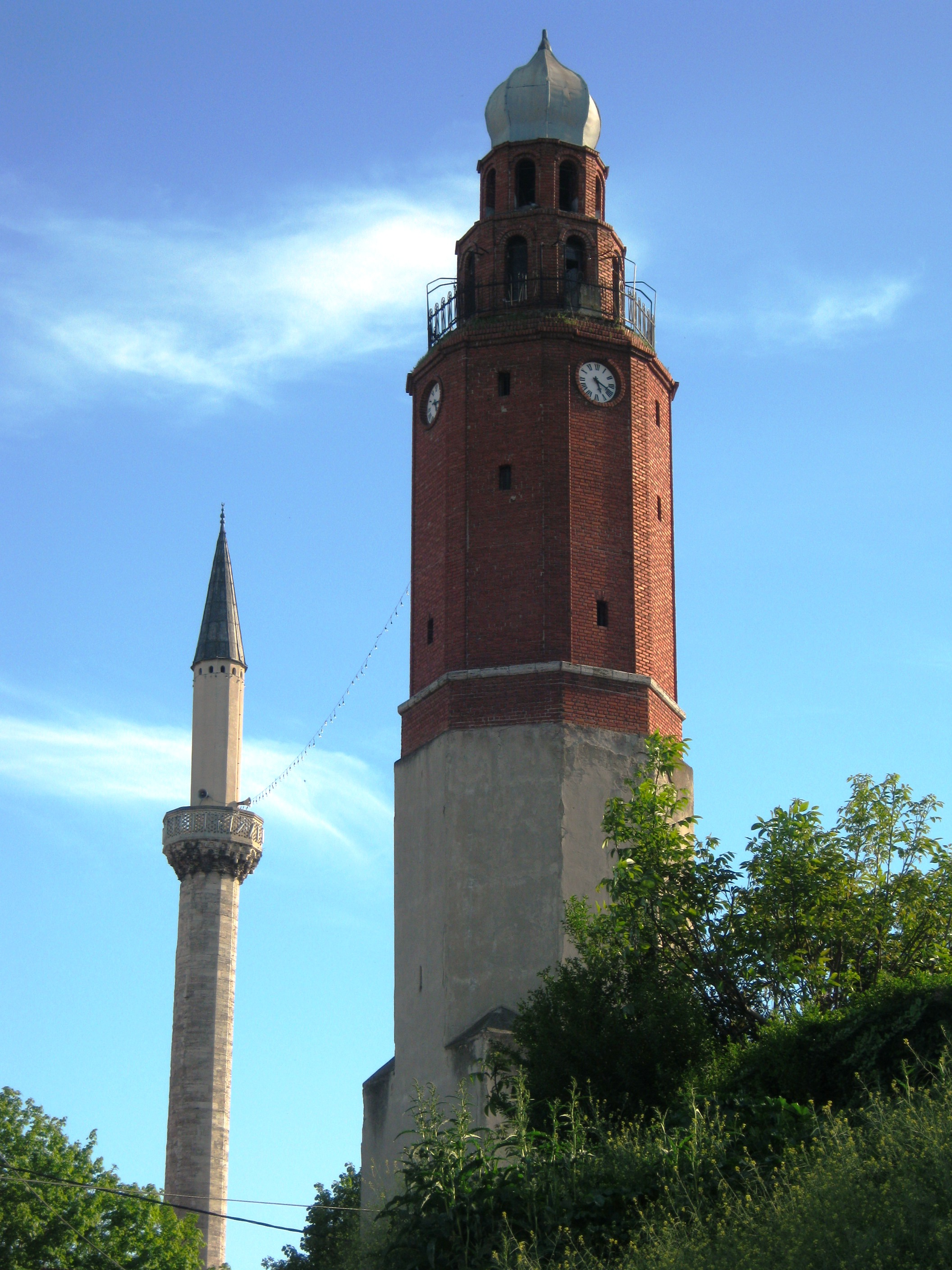
La tour et le minaret de la mosquée du Sultan Murat.